# Nuraghe Serbissi
Il nuraghe Serbissi è un complesso nuragico risalente ai secoli XVIII-X a.C. situato nel comune di Osini  nella provincia di Nuoro. La sua particolarità risiede nell'essere stato costruito sopra una grotta naturale calcarea a due entrate.

## Descrizione del sito
Il sito sorge sull'altopiano calcareo di Taccu a 960 m s.l.m.  nel Comune di Osini ed è costituito da diverse torri circolari a thòlos e da un piccolo villaggio di capanne. Nei pressi del nuraghe sono presenti anche due tombe di giganti. 
Il complesso fu utilizzato dall'età del Bronzo antico a quella del Bronzo finale.
L'insieme, di particolare suggestione, comprende un nuraghe complesso con annesso villaggio, una grotta con due ingressi, due tombe di giganti e due nuraghi monotorri.

## Struttura
Il complesso nuragico è formato da una torre centrale (mastio) alta 6,3m affiancata da altre tre torri più piccole, intorno alle quali sono disposte otto capanne di forma circolare. L'accesso alle torri avviene da un piccolo cortile.

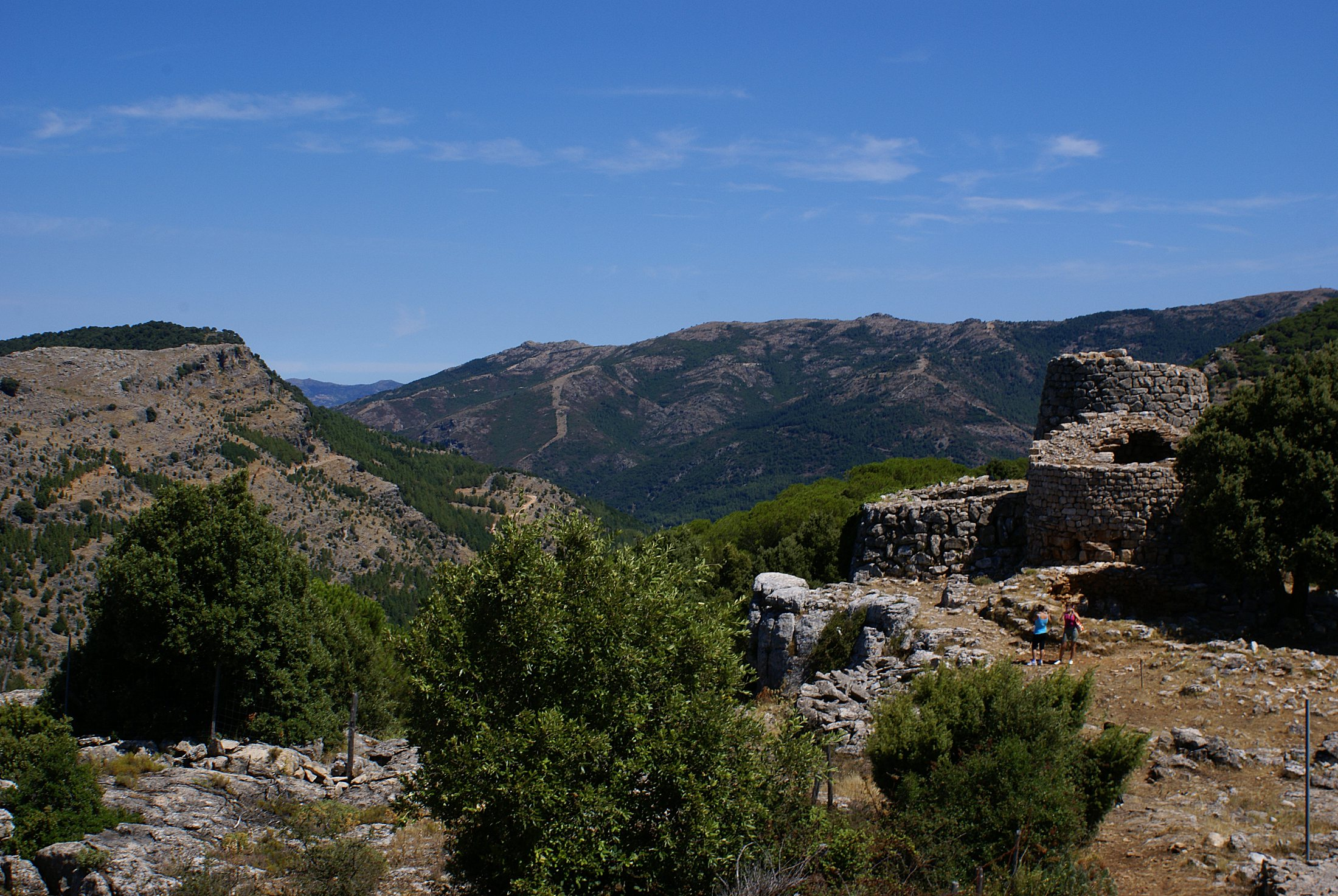
Veduta del complesso nuragico
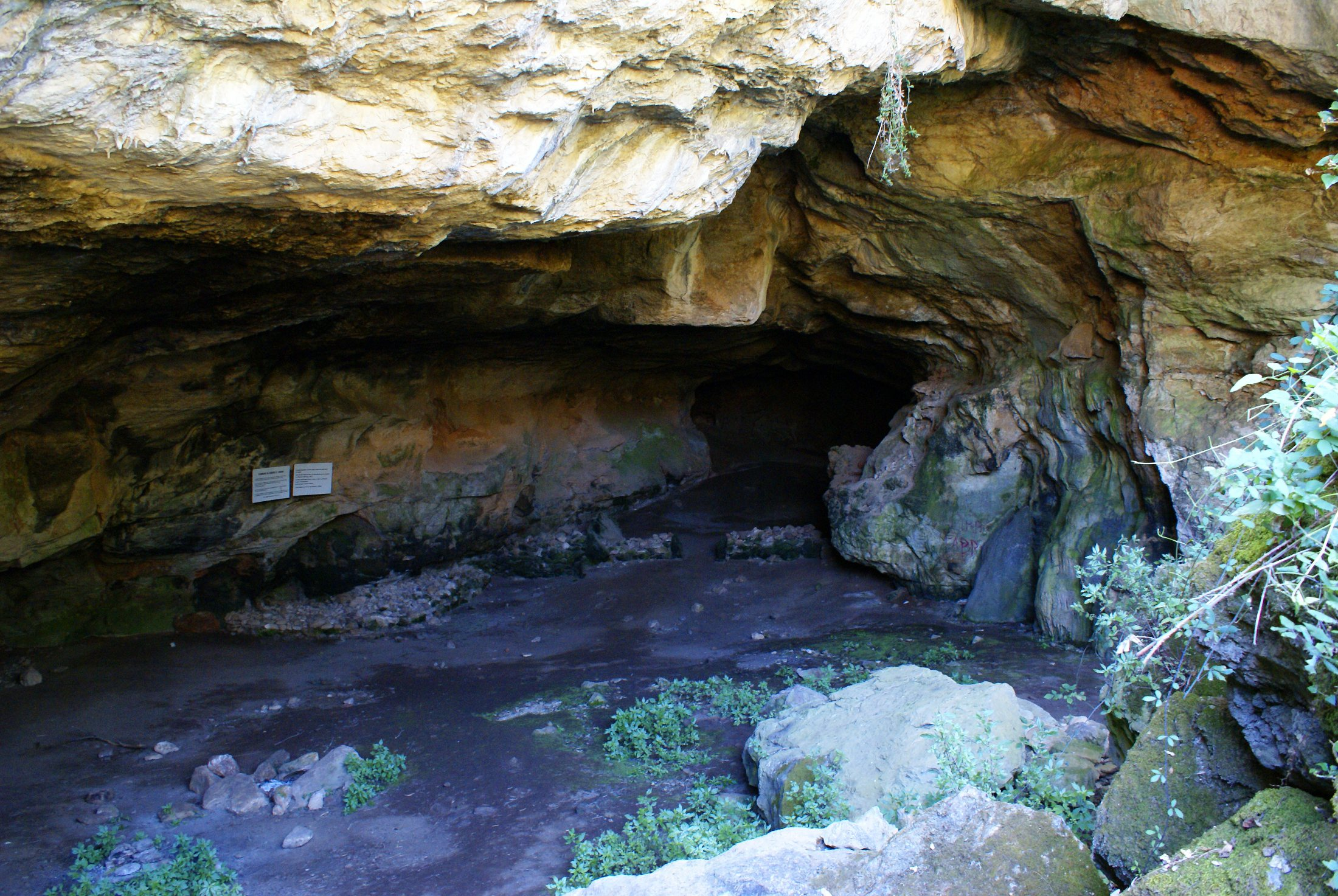
La grotta di Serbissi

## Sentierio italia
il senterio italia  traversa il nuraghe serbissi e permette di vederla con la cooperativa locale